# Flagey-Rigney
Flagey-Rigney är en kommun i departementet Doubs i regionen Bourgogne-Franche-Comté i östra Frankrike. Kommunen ligger i kantonen Marchaux som tillhör arrondissementet Besançon. År 2022 hade Flagey-Rigney 133 invånare.

## Befolkningsutveckling
Antalet invånare i kommunen Flagey-Rigney
Referens:INSEE